# Liste der Baudenkmale in Galenbeck
In der Liste der Baudenkmale in Galenbeck sind alle denkmalgeschützten Bauten der Gemeinde Galenbeck (Mecklenburg-Vorpommern) und ihrer Ortsteile aufgelistet. Grundlage ist die Veröffentlichung der Denkmalliste des Landkreises Mecklenburgische Seenplatte (Auszug) vom 20. Januar 2017.

## Denkmalbereiche
- Bauernsiedlung Klockow

## Baudenkmale nach Ortsteilen

### Galenbeck
| ID  | Lage                                                 | Bezeichnung                          | Beschreibung | Bild                    |
| --- | ---------------------------------------------------- | ------------------------------------ | ------------ | ----------------------- |
| 343 | (nordöstlich des Gutshauses) (Karte)                 | Burgruine im Landschaftspark         |              | Weitere Bilder          |
| 344 | Burgstraße 8 (Karte)                                 | Gutsanlage mit                       |              | Gutsanlage mit          |
| 344 | Burgstraße 8                                         | Gutshaus                             |              |                         |
| 344 | (am südlichen Rand des Parks)                        | Tanzlinde                            |              | Tanzlinde               |
| 344 |                                                      | Parkmauer                            |              |                         |
| 344 | (nordwestlich des Gutshauses)                        | Speicher                             |              |                         |
| 344 | Burgstraße 9                                         | neogotische Pferdestallmauern        |              |                         |
| 345 | Zum Fischerhaus 12/13                                | Fischerhaus                          |              |                         |
| 346 | Burgstraße 4                                         | Landarbeiterhaus mit                 |              |                         |
| 346 | Burgstraße 4                                         | Stall                                |              | Stall                   |
| 347 | (im Ort) (Karte)                                     | Kirche mit                           |              | Weitere Bilder          |
| 347 | (im Ort)                                             | Friedhofsmauer,                      |              |                         |
| 347 |                                                      | 2 Portalen,                          |              |                         |
| 347 |                                                      | Erbbegräbnis von Rieben,             |              |                         |
| 347 |                                                      | 2 Grabmälern von Rieben und          |              |                         |
| 347 |                                                      | Grabmal russischer Gefangener (1918) |              |                         |
| 348 | im Dorf und ca. 1,5 m in Richtung Wittenborn (Karte) | Kopfsteinpflasterstraße              |              | Kopfsteinpflasterstraße |

### Friedrichshof
| ID  | Lage         | Bezeichnung             | Beschreibung | Bild |
| --- | ------------ | ----------------------- | ------------ | ---- |
| 336 | Hangstraße   | 2 LPG-Gedenksteine      |              |      |
| 337 | Hangstraße 1 | Gutsanlage mit Gutshaus |              |      |
| 337 |              | Parkrest                |              |      |

### Klockow
| ID  | Lage                                | Bezeichnung                 | Beschreibung | Bild                        |
| --- | ----------------------------------- | --------------------------- | --- | --------------------------- |
| 524 | Kirchstraße 4, 4a (Karte)           | Gutsanlage mit Gutshaus und | Neugotischer, 2-geschossiger, 10-achsiger Putzbau von 1853 mit 3-geschossiger Mittelrisalit, Sockel- und Mezzaningeschoss nach Plänen von Buttel; Gut u. a. der Oertzen (Adelsgeschlecht) (ab 1679), von Bülow (Adelsgeschlecht) (ab 1838), von Itzenplitz (ab 1871), von Meyenn (ab 1884), Burmeister (ab 1900), von Oertzen auf Rattey (ab 1914) und Srasen (bis 1933), dann aufgesiedelt. | Gutsanlage mit Gutshaus und |
| 524 |                                     | Park                        | |                             |
| 525 | Lindenstraße (rechts neben Nr. 1/2) | Schmiede                    | |                             |
| 526 | Lindenstraße 1                      | Aufsiedlerhaus              | |                             |
| 527 | Lindenstraße 10                     | Aufsiedlerhaus              | |                             |
| 528 | Lindenstraße 15                     | Aufsiedlerhaus              | |                             |
| 529 | Lindenstraße 17                     | Aufsiedlerhaus              | |                             |
| 530 | Am Sandberg 12                      | Aufsiedlerhaus              | |                             |
| 531 | Am Sandberg 9                       | Aufsiedlerhaus              | |                             |
| 532 | (Karte)                             | Kirche mit                  | | Weitere Bilder              |
| 532 |                                     | Feldsteinmauer              | |                             |

### Kotelow
| ID  | Lage               | Bezeichnung             | Beschreibung | Bild                    |
| --- | ------------------ | ----------------------- | ------------ | ----------------------- |
| 535 | Schlossallee 2     | Gutsanlage mit Gutshaus |              | Gutsanlage mit Gutshaus |
| 535 |                    | Park                    |              |                         |
| 535 |                    | Mauer                   |              |                         |
| 535 |                    | Allee und Eichenrondell |              |                         |
| 536 | Am Anger 1 (Karte) | Torhaus                 |              | Weitere Bilder          |
| 537 | Am Anger 8         | Bauernhaus mit          |              |                         |
| 537 | Am Anger 9         | Stallscheune und        |              |                         |
| 537 | Am Anger 10        | Hofmauer                |              |                         |
| 538 | (Karte)            | Kirche mit              |              | Weitere Bilder          |
| 538 |                    | Feldsteinmauer          |              |                         |
| 538 |                    | 3 Portalen              |              |                         |
| 538 |                    | Gedenkkreuz             |              |                         |

### Lübbersdorf
| ID  | Lage                               | Bezeichnung                   | Beschreibung                          | Bild                   |
| --- | ---------------------------------- | ----------------------------- | ------------------------------------- | ---------------------- |
| 582 | Alte Mühle 1                       | Wassermühle                   |                                       |                        |
| 583 |                                    | Gutsanlage mit Scheune (1817) |                                       | Weitere Bilder         |
| 583 | Hauptstraße 40                     | Pferdestall                   |                                       |                        |
| 583 | Hauptstraße 1; Zum Eiskellerberg 1 | Feldsteinscheune              | 1-gesch. Feldsteinbau mit Krüppelwalm |                        |
| 583 |                                    | Transformatorenhaus           |                                       |                        |
| 583 |                                    | Brunnen                       |                                       |                        |
| 583 |                                    | Hofmauer                      |                                       |                        |
| 584 | An der Schmiede 11 (Karte)         | Schmiede (Gasthaus)           |                                       | Schmiede (Gasthaus)    |
| 585 | (Karte)                            | Kirche mit                    |                                       | Weitere Bilder         |
| 585 |                                    | Mauer                         |                                       |                        |
| 585 |                                    | 2 Portale                     |                                       |                        |
| 585 |                                    | Erbbegräbnis von Oertzen      |                                       |                        |
| 586 | (Karte)                            | Kriegerdenkmal 1914/18        |                                       | Kriegerdenkmal 1914/18 |

### Sandhagen
| ID  | Lage               | Bezeichnung        | Beschreibung | Bild           |
| --- | ------------------ | ------------------ | ------------ | -------------- |
| 995 | Dorfstraße 16      | Schmiede           |              |                |
| 996 | Dorfstraße 35      | Scheune            |              |                |
| 997 | Dorfstraße (Karte) | Kirche mit         |              | Weitere Bilder |
| 997 | Dorfstraße         | Mauer und Portal   |              |                |
| 998 |                    | Clara-Zetkin-Stein |              |                |

### Schwichtenberg
| ID   | Lage                  | Bezeichnung                                                                | Beschreibung | Bild           |
| ---- | --------------------- | -------------------------------------------------------------------------- | ------------ | -------------- |
| 1019 | Ruth-Siedel-Straße    | Gedenkstein zur Erinnerung an die Vereinigung Schwichtenberg mit Friedland |              |                |
| 1024 | Ruth-Siedel-Straße 3  | Bauernhaus mit                                                             |              |                |
| 1024 | Ruth-Siedel-Straße 3  | Stallscheune                                                               |              |                |
| 1025 | Ruth-Siedel-Straße 7  | Bauernhaus                                                                 |              |                |
| 1026 | Ruth-Siedel-Straße 39 | Bauernhaus mit                                                             |              |                |
| 1026 | Ruth-Siedel-Straße 39 | Stall                                                                      |              |                |
| 1028 | Ruth-Siedel-Straße 47 | Pfarrhaus                                                                  |              |                |
| 1027 | Schultendamm          | Stallscheune                                                               |              |                |
| 1029 | (Karte)               | Kirche mit                                                                 |              | Weitere Bilder |
| 1029 |                       | Feldsteineinfriedung                                                       |              |                |
| 1029 |                       | Portalen                                                                   |              |                |
| 1029 |                       | eiserne Grabkreuze                                                         |              |                |
| 1020 | Wiesenstraße 7        | Molkerei                                                                   |              |                |
| 1021 | Wiesenstraße 11       | Bauernhaus mit                                                             |              |                |
| 1021 | Wiesenstraße 11       | Stallscheune                                                               |              |                |
| 1021 | Wiesenstraße 11       | Handschwengelpumpe                                                         |              |                |
| 1022 | Zur Kleinbahn 2       | Wohnhaus mit                                                               |              |                |
| 1022 | Zur Kleinbahn 2       | Schmiede                                                                   |              |                |
| 1254 | Zur Kleinbahn 8       | Friedländer Große Wiese (ehem. Jugendobjekt)                               |              |                |

### Wittenborn
| ID   | Lage          | Bezeichnung        | Beschreibung | Bild           |
| ---- | ------------- | ------------------ | ------------ | -------------- |
| 1159 | Bergstraße 1a | Schule mit         |              |                |
| 1159 | Bergstraße 1a | Remise             |              |                |
| 1161 | Zur Quelle 7  | Handschwengelpumpe |              |                |
| 1162 | Akazienweg 6  | Bauernhaus         |              |                |
| 1163 | (Karte)       | Kirche mit         |              | Weitere Bilder |
| 1163 |               | Feldsteinmauer     |              |                |

## Quelle
- Karte der Baudenkmale im Geoportal des Landkreises